# Abthorpe
Abthorpe es un pueblo y una parroquia civil del distrito de South Northamptonshire, en el condado de Northamptonshire (Inglaterra).

## Demografía
Según el censo de 2001, Abthorpe tenía 285 habitantes (144 varones y 141 mujeres). 50 de ellos (17,54%) eran menores de 16 años, 210 (73,69%) tenían entre 16 y 74, y 24 (8,77%) eran mayores de 74. La media de edad era de 43,95 años. De los 235 habitantes de 16 o más años, 51 (21,7%) estaban solteros, 157 (66,81%) casados, y 27 (11,49%) divorciados o viudos. 152 habitantes eran económicamente activos, 149 de ellos (98,03%) empleados y otros 3 (1,97%) desempleados. Había 3 hogares sin ocupar, 123 con residentes y 3 eran alojamientos vacacionales o segundas residencias.
| 393                         | 424 | 417 | 477 | 449 | 500 | - | - | 460 | 433 | 338 | 324 | 285 | 272 | - | 247 | 217 |
| (Fuente: Vision of Britain) |     |     |     |     |     |   |   |     |     |     |     |     |     |   |     |     |